# 기오촌
기오촌(祇王村)은 일본 시가현 야스군에 설치되었던 촌이다. 현재의 야스시 중심부의 북동부 일대에 해당한다.